# امبالاهونکو
امبالاهونکو (به لاتین: Ambalahonko) یک منطقهٔ مسکونی در ماداگاسکار است که در دیانا (ماداگاسکار) واقع شده‌است.

## خصوصیات
امبالاهونکو ۶٬۰۰۰ نفر جمعیت دارد و ۱۱ متر بالاتر از سطح دریا واقع شده‌است.